# 2016 у праві
Ця стаття присвячена головним подіям у галузях правотворчості, правосуддя, правозастосування та юриспруденції в 2016 році.

## Події у світі

Європейський Союз і Україна

- 1 січня — набрала чинності зона вільної торгівлі між Україною та ЄС.
- 3 квітня (починаючи з) — Панамські документи: події, пов'язані з перехопленням, оприлюдненням журналістами-розслідувачами близько терабайта файлів, що стосуються офшорних транзакцій, серед яких фігурують вищі посадові особи країн, у тому числі Ісландії, України, Росії тощо[1].
- 6 квітня — у Нідерландах на референдумі 61 % виборців висловились проти угоди про асоціацію України і ЄС[2].
- 23 червня — Референдум щодо членства Великої Британії в ЄС. Результати голосування: 51.9 % за вихід з ЄС, 48.1 % проти виходу, при явці 72.2 %.
- 24 червня — президент Колумбії Хуан Мануель Сантос підписав мирний договір із повстанцями[3], що поклав край 52-річній громадянській війні.
- 16 липня — у Туреччині здійснена спроба військового перевороту[4].
- 7 серпня — понад 60 % виборців на референдумі підтримали Конституцію Таїланду, написану військовою хунтою за схемою керованої демократії[5][6].
- 30 серпня — Єврокомісія заявила, що Ірландія надала корпорації Apple необґрунтовані податкові пільги на суму до 13 мільярдів євро, і ця країна повинна їх витребувати[7].
- 29 вересня — Верховний суд РФ визнав «законною» заборону Меджлісу кримськотатарського народу в окупованому Криму, що викликало різку критику політиків різних країн[8].
- 4 грудня — італійці на референдумі відкинули урядові пропозиції щодо конституційних змін, прем'єр-міністр Маттео Ренці оголосив про свою відставку[9].
- 11 грудня — на референдумі у Киргизстані виборці підтримали низку змін до конституції, які мають посилити посаду прем'єр-міністра. Офіційні попередні результати: «за» 79.7 % при явці 40 %[10].

## Міжнародні документи

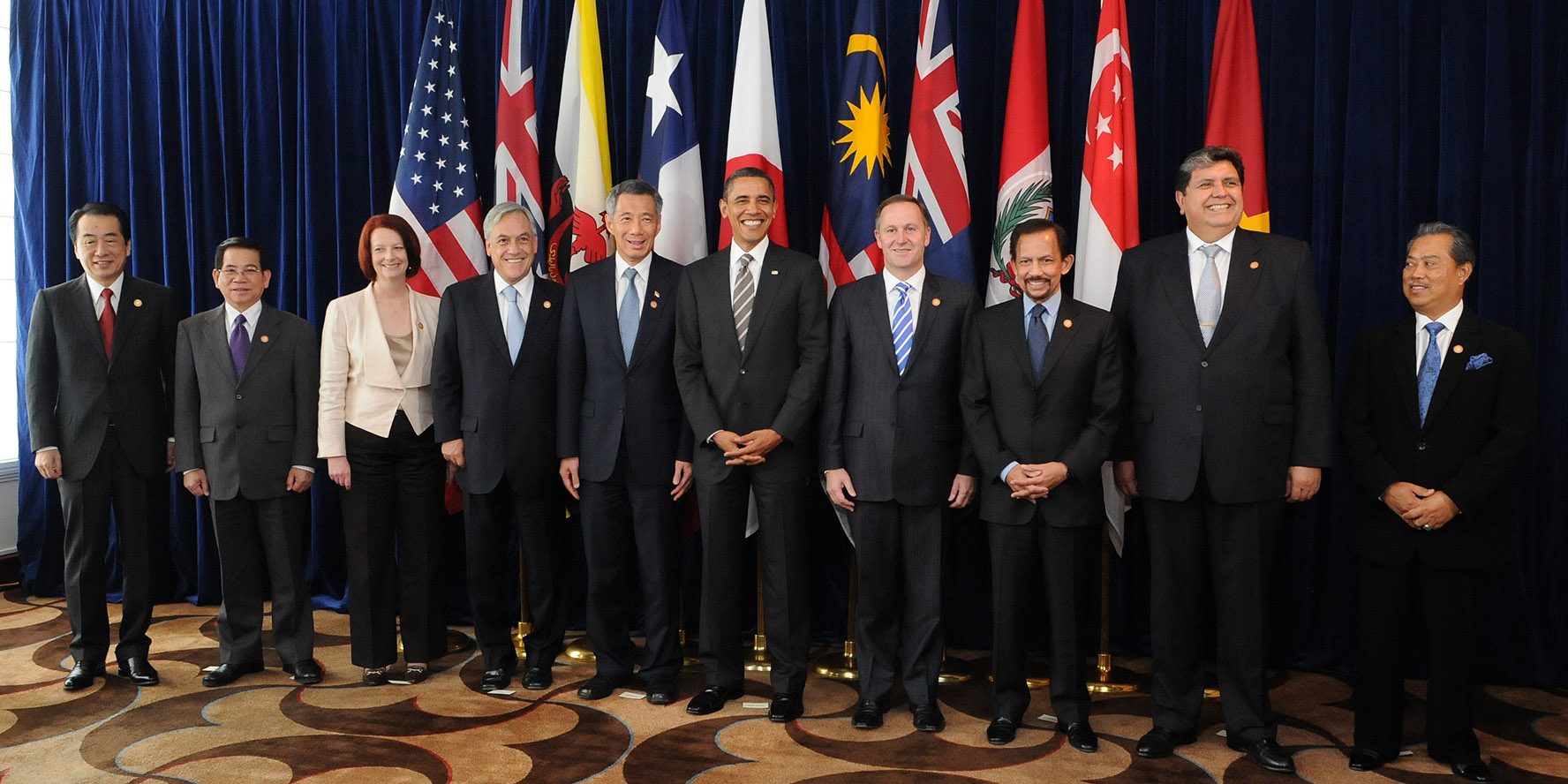
Саміт лідерів країн — майбутніх підписантів ТТП, 14 листопада 2010

- 4 лютого — Австралія, Бруней, Канада, Чилі, Японія, Малайзія, Мексика, Нова Зеландія, Перу, Сінгапур, В'єтнам та США підписали угоду про Транстихоокеанське партнерство.
- 19 вересня — на саміті ООН представники 193-х країн схвалили Нью-Йоркську декларацію у справах біженців і мігрантів[11].
- 30 жовтня — підписана Угода про вільну торгівлю між Канадою та Європейським союзом[en].

## Право України

### Події

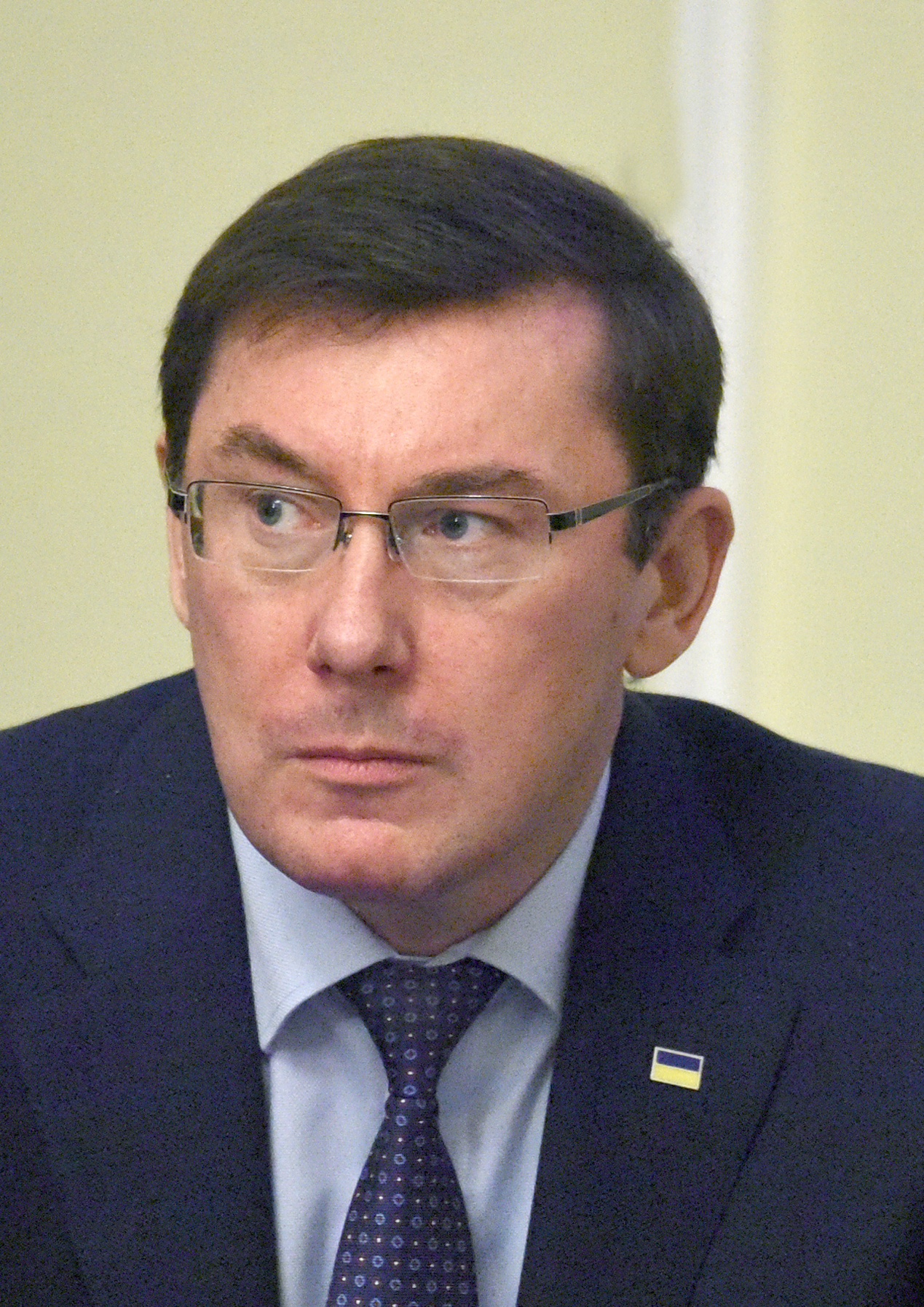
Юрій Луценко

- 10 січня — Набрала чинності постанова Уряду про заборону ввезення на митну територію України деяких видів товарів, що походять з Російської Федерації[12]
- 14 січня — Президент Петро Порошенко підписав Закон «Про Державне бюро розслідувань»[13]
- 28 січня — Суд ЄС у Люксембурзі скасував європейські санкції, зокрема замороження активів, відносно п'ятьох колишніх топ-посадовців України часів Віктора Януковича, які були запровадженні в період від 6 березня 2014 до 5 березня 2015 року: екс-прем'єр-міністра України Миколи Азарова; Олексія Азарова; екс-глави Національного банку України Сергія Арбузова; колишнього міністра енергетики та вугільної промисловості Едуарда Ставицького; Сергія Клюєва[14]
- 11 лютого — Уряд вирішив провести реформу органів юстиції, що передбачає ліквідацію 586 територіальних органів Міністерства юстиції на районному та міському рівнях та утворення 428 бюро правової допомоги в місцевих центрах з надання безоплатної вторинної правової допомоги[15]
- 17 лютого — Стартувало первинне кваліфікаційне оцінювання всіх суддів[16]
- 24 лютого — Постановою Уряду утворене Національне агентство України з питань виявлення, розшуку та управління активами, одержаними від корупційних та інших злочинів[17]
- 29 лютого — Постановою Уряду утворене Державне бюро розслідувань[18]
- березень 2016 — Викрадення і вбивство заступника Голови Вищої кваліфікаційно-дисциплінарної комісії адвокатури, адвоката Юрія Грабовського, який захищав одного з російських спецназівців Олександра Александрова[19]
- 28 березня — Національне агентство з питань запобігання корупції обрало своїм головою доцента Національної академії прокуратури Наталію Корчак[20]
- 29 березня — Верховна Рада дала згоду на звільнення Віктора Шокіна з посади Генерального прокурора України[21]
- 4 квітня — Припинили діяльність військово-цивільні адміністрації:

1. Артемівська районна Донецької;
2. Волноваська районна Донецької;
3. Володарська районна Донецької;
4. Костянтинівська районна Донецької;
5. Мар'їнська районна Донецької;
6. Першотравнева районна Донецької;
7. Новоайдарська районна Луганської;
8. Станично-Луганська районна Луганської[22].

- 6 квітня — Генпрокуратура затвердила Положення про порядок ведення Єдиного реєстру досудових розслідувань[23]
- 14 квітня — Верховна Рада прийняла відставку Прем'єр-міністра України Арсенія Яценюка та призначила Головою Уряду спікера Ради Володимира Гройсмана[24]
- 20 квітня — Верховна Рада звільнила з посад 193 суддів Автономної Республіки Крим та міста Севастополя у зв'язку з порушенням присяги[25]
- 28 квітня — Сформовано перший склад Ради прокурорів України[26]
- 1 травня — Набрав чинності Закон «Про державну службу»[27]

- 12 травня — Верховна Рада підтримала призначення Юрія Луценка на посаду Генерального прокурора України; Президент Порошенко підписав указ про його призначення[28]
- 18 травня — Оптимізація структури кримінально-виконавчої системи: Уряд ліквідував 24 територіальні органи управління Державної пенітенціарної служби України, одночасно утворені 6 міжрегіональних управлінь з питань виконання кримінальних покарань та пробації Міністерства юстиції України[29]
- 19 травня — Верховна Рада України перейменувала Дніпропетровськ на Дніпро[30]
- 9 червня — припинила діяльність Тимчасова спеціальна комісія з перевірки суддів судів загальної юрисдикції[31].
- 12 липня — Європейський суд з прав людини у справі «Петриченко проти України» постановив, що розмір пенсії не може бути нижчим за прожитковий мінімум[32]
- 13 липня — Утворена Комісія з питань вищого корпусу державної служби
- 14 липня — Верховна Рада перейменувала місто Кіровоград у Кропивницький[33]
- 28 липня — Європейський суд з прав людини ухвалив перші рішення у справах, пов'язаних із подіями в Донецькій та Луганській областях: «Половинко та інші проти України і Росії», «Лісний та інші проти України і Росії». Вимоги заявників відхилені як очевидно необґрунтовані[34]
- 11 серпня — Утворена військово-цивільна адміністрація сіл Нижня Вільхова, Верхня Вільхова, Малинове, Плотина та Пшеничне Станично-Луганського району Луганської області[35].
- 30 серпня — Запрацювала система подачі електронних петицій до Кабінету Міністрів[36]
- 1 вересня:
  - Запуск системи електронного декларування[37]
  - У районах та містах обласного значення по всій Україні, крім тимчасово окупованих територій, розпочали надавати послуги 402 бюро правової допомоги[38]
- вересень 2016 — Верховна Рада звільнила понад 800 суддів, більшість — у зв'язку з поданням ними заяви про відставку[39]
- 27 вересня — Національний банк України ліквідував Державний земельний банк[40]
- 28 вересня — Утворена Мар'їнська районна військово-цивільна адміністрація Донецької області[41].
- 30 вересня — Набрали чинності зміни до Конституції в частині правосуддя і нова редакція Закону «Про судоустрій і статус суддів»[42]
- 5 жовтня — Набрали чинності Закони «Про виконавче провадження» та «Про органи та осіб, які здійснюють примусове виконання судових рішень і рішень інших органів»[43]
- 7 листопада — Оголошено конкурс на зайняття 120 вакантних посад суддів касаційних судів у складі Верховного Суду[44]
- 8 листопада — Набрав чинності Закон, який запроваджує на радіо квоти на пісні українською мовою та ведення програм українською мовою[45]
- 11 листопада — Створено Громадську раду доброчесності із 20 членів з метою сприяння Вищій кваліфікаційній комісії суддів України у встановленні відповідності судді (кандидата на посаду судді) критеріям професійної етики та доброчесності для цілей кваліфікаційного оцінювання[46]
- 17 листопада — Верховна Рада прийняла три закони для створення Дорожнього фонду[47]
- 19 листопада — Утворені військово-цивільні адміністрації:

1. селища Зайцеве Бахмутського району Донецької;
2. міста Золоте та села Катеринівка Попаснянського району Луганської[48].

- 8 грудня — Антона Янчука призначено Головою Національного агентства з питань виявлення, розшуку та управління активами, одержаними від корупційних та інших злочинів[49].
- 18—23 грудня — Націоналізація ПриватБанку.

### Міжнародні договори України
- 4 лютого:
  - Верховна Рада ратифікувала Угоду між Урядом України та Організацією Північноатлантичного договору про статус Представництва НАТО в Україні, вчинену 22 вересня 2015 року в м. Києві[50].
  - Верховна Рада ратифікувала Паризьку угоду щодо зміни клімату, вчинену у м. Парижі 12 грудня 2015 року[51].
  - Верховна Рада ратифікувала Конвенцію Ради Європи проти маніпулювання спортивними змаганнями[en], вчинену 18 вересня 2014 року в м. Маглінген[52].
- 18 травня — завершилася процедура приєднання України до Угоди про державні закупівлі[en], укладеної 15 квітня 1994 року в м. Марракеші (одна з угод СОТ)[53]. Процес приєднання розпочався чотири роки тому.
- 11 липня — Україна та Канада підписали угоду про зону вільної торгівлі[54].

### Найпомітнішізакони
- 12 травня — Про особливості здійснення закупівель товарів, робіт і послуг для гарантованого забезпечення потреб оборони[55].
- 2 червня:
  - Про внесення змін до Конституції України (щодо правосуддя)[56].
  - Про судоустрій і статус суддів[57].
  - Про виконавче провадження[58].
  - Про органи та осіб, які здійснюють примусове виконання судових рішень і рішень інших органів[59].
- 14 червня — Про фінансову реструктуризацію[60].
- 22 вересня — Про Національну комісію, що здійснює державне регулювання у сферах енергетики та комунальних послуг[61].
- 15 листопада — Про споживче кредитування[62].
- 21 грудня — Про Вищу раду правосуддя[63].

### ОсновнірішенняКонституційного Суду
- 8 червня — Справа про щомісячне довічне грошове утримання суддів у відставці[64].
- 8 вересня — Справа про завчасне сповіщення про проведення публічних богослужінь, релігійних обрядів, церемоній та процесій[65].
- 20 грудня — Неконституційність обмеження розміру пенсій 10 прожитковими мінімумами[66].

## Померли

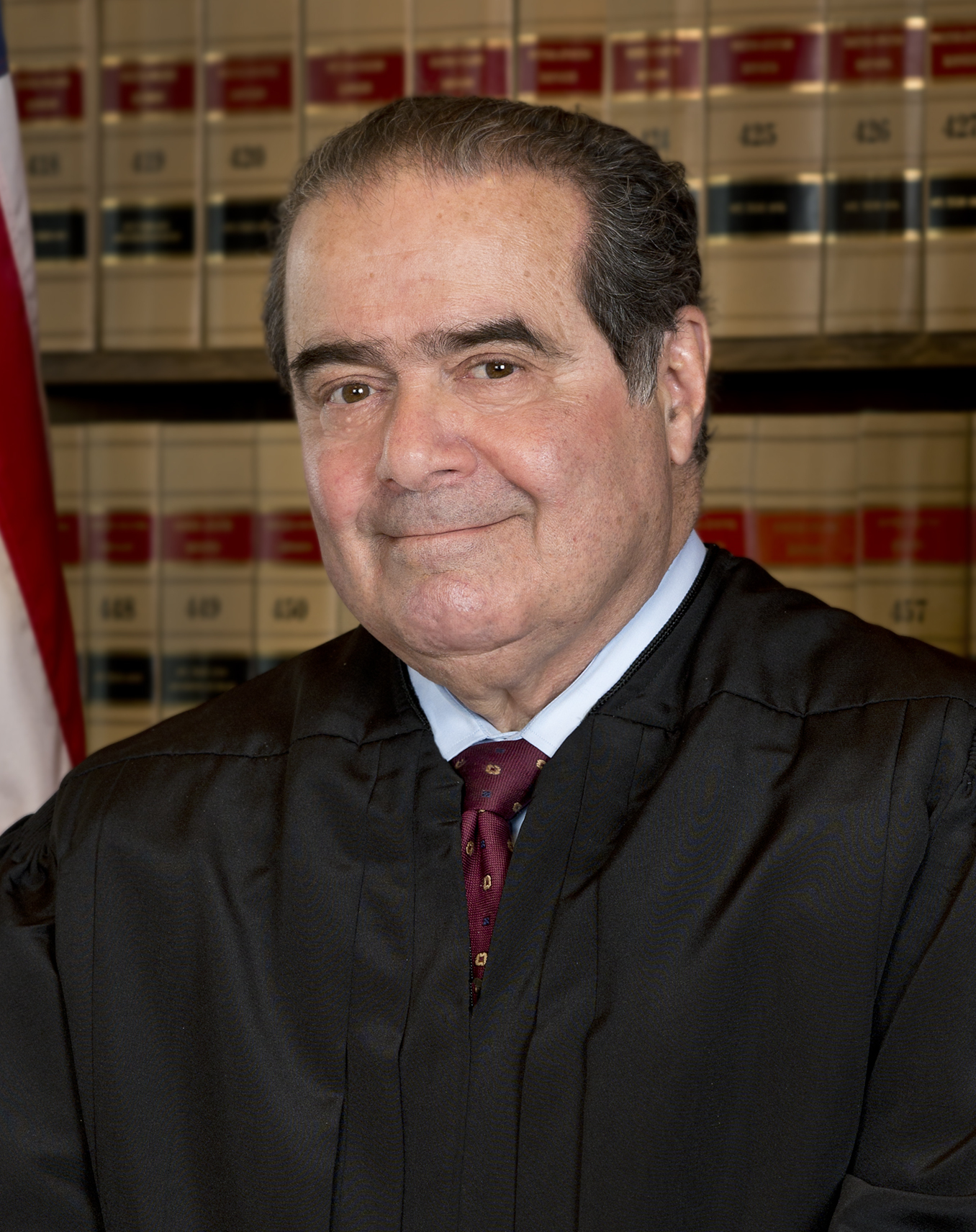
Антонін Скаліа

- 15 січня — Шевченко Олександр Оксеньтійович, 78, вчений-правознавець, доктор юридичних наук, професор кафедри історії права і держави Київського національного університету.
- 18 січня — Волков Леонід Борисович, радянський і російський державний і суспільно-політичний діяч, юрист, політолог, публіцист.

- 13 лютого — Антонін Скаліа, 79, американський юрист і суддя італійського походження, суддя Верховного суду США.
- 24 лютого — Йордан Соколов, болгарський юрист і політичний діяч.
- 8 травня — Копейчиков Максим Володимирович, адвокат, громадський діяч.
- 31 липня — Орзіх Марко Пилипович, 90, український вчений-конституціоналіст, доктор юридичних наук, професор, заслужений діяч науки і техніки України.
- 12 серпня — Процевський Олександр Іванович, правознавець, доктор юридичних наук, заслужений діяч науки і техніки України, член-кореспондент Національної академії правових наук України.
- 5 листопада — Сергейчук Олег Анатолійович, суддя Конституційного Суду України.
- 7 листопада — Джанет Вуд Рено, американський державний діяч, адвокат, член Демократичної партії. Генеральний прокурор США в 1993—2001 роках. Перша жінка на цій посаді.
- 20 листопада — Константінос Стефанопулос, 90, грецький юрист, політик, президент Греції в 1995—2005 роках.
- 27 листопада — Іоанніс Гривас, грецький суддя, голова Аріос Пагос (1989—1990), тимчасовий прем'єр-міністр країни.
- 30 вересня — Курдельчук Данило Маркович, заслужений юрист України, дипломат.
- 18 грудня — Мурашин Олександр Геннадійович, науковець, доктор юридичних наук, професор, член-кореспондент НАПрН України.